# Natalia Skrzypkowska
Natalia Skrzypkowska z domu Nuszel (ur. 23 lutego 1989 w Gdańsku) – polska siatkarka, reprezentantka Polski B, grająca na pozycji przyjmującej. 
Jej mężem jest hokeista Paweł Skrzypkowski.

## Kariera klubowa
| Kariera juniorska         | Kariera juniorska                 | Kariera juniorska | Kariera juniorska | Kariera juniorska | Kariera juniorska | Kariera juniorska | Kariera juniorska | Kariera juniorska | Kariera juniorska | Kariera juniorska |
| ------------------------- | --------------------------------- | ----------------- | ----------------- | ----------------- | ----------------- | ----------------- | ----------------- | ----------------- | ----------------- | ----------------- |
| Lata                      | Klub                              |                   |                   |                   |                   |                   |                   |                   |                   |                   |
| 1999–2009                 | Gedania Gdańsk                    |                   |                   |                   |                   |                   |                   |                   |                   |                   |
| Kariera seniorska         |                                   |                   |                   |                   |                   |                   |                   |                   |                   |                   |
| Lata                      | Klub                              |                   |                   |                   |                   |                   |                   |                   |                   |                   |
| 2009–2011                 | Atom Trefl Sopot                  |                   |                   |                   |                   |                   |                   |                   |                   |                   |
| 2011–2013                 | Tauron MKS Dąbrowa Górnicza       |                   |                   |                   |                   |                   |                   |                   |                   |                   |
| 2013–2015                 | Beef Master Budowlani Łódź        |                   |                   |                   |                   |                   |                   |                   |                   |                   |
| 2015–2016                 | Polski Cukier Muszynianka Muszyna |                   |                   |                   |                   |                   |                   |                   |                   |                   |
| 2016–2017                 | BKS Profi Credit Bielsko-Biała    |                   |                   |                   |                   |                   |                   |                   |                   |                   |
| 2017–2018                 | KSZO Ostrowiec Świętokrzyski      |                   |                   |                   |                   |                   |                   |                   |                   |                   |
| 2018–2019                 | E.Leclerc Radomka Radom           |                   |                   |                   |                   |                   |                   |                   |                   |                   |
| 2019–2020                 | ŁKS Commercecon Łódź              |                   |                   |                   |                   |                   |                   |                   |                   |                   |
| 2020–2020 (do 08.12.2020) | Enea PTPS Piła                    |                   |                   |                   |                   |                   |                   |                   |                   |                   |
| 2020–2022 (od 08.12.2020) | Joker Mekro Energoremont Świecie  |                   |                   |                   |                   |                   |                   |                   |                   |                   |

## Sukcesy klubowe

### młodzieżowe
Mistrzostwo Polski Młodziczek:
- 2003
- 2002

Mistrzostwo Polski Juniorek:
- 2003, 2008
- 2007
- 2006[4]

Mistrzostwo Polski Kadetek:
- 2005, 2006

### seniorskie
Liga polska:
- 2011, 2013
- 2012, 2020

Puchar Polski:
- 2012, 2013

## Nagrody indywidualne
- 2012: Najlepsza zagrywająca Memoriału Agaty Mróz-Olszewskiej